# Комплекс зданий Клинического института Великой княгини Елены Павловны
Комплекс зданий Клинического института Великой княгини Елены Павловны — памятник архитектуры. Расположен в Центральном районе Санкт-Петербурга, современный адрес — Кирочная улица, 41.
Роберт Андреевич Гёдике проектировал комплекс по новой на тот момент для русской архитектуры павильонной системе. Проектирование началось до того, как был окончательно утверждён участок, и когда для строительства была отведена часть плаца лейб-гвардии Преображенского полка, архитектору пришлось отказаться от изначально запланированных летних бараков, отдельного жилья для служащих и большого сада; кроме того, он настолько, насколько позволяли гигиенические требования, сблизил павильоны. Проект был утверждён 23 июня 1878 года.
Предполагалось, что за три года будут построены главный корпус, галереями соединённый с кухонным флигелем и шестью павильонами; также на участке были ещё два небольших павильона, анатомо-физиологическое здание, службы и часовня. Средства на строительство частично были выделены правительством, частично пожертвованы великой княгиней Екатериной Михайловной, Э. Эйхвальдом и прочими членами благотворительного комитета, имена которых перечислили на закладной доске.
Главный двухэтажный корпус с трёхэтажной средней частью был спланирован симметричным, с выходящим на Кирочную улицу лицевым фасадом. Вход был оформлен четырёхколонным портиком дорического ордера с главкой и крестом над ним, по центру фасад был рустован, у него были большие овальные окна, между этажами проходили тяги. В нём были расположены: амбулатория, две клинические лаборатории, палаты с окнами вглубь участка на 1/2/3/4 кровати, на втором этаже была размещена Церковь равноапостольной царицы Елены. Стены храма расписал С. И. Садиков, образ для иконостаса создал Н. Д. Кузнецов. Интерьер оплатил купец И. К. Соколов, мраморные детали выполнил Г. Ботта. Вопреки ожиданиям, строительство только этого и двухэтажного кухонного корпуса шло 6 лет, после чего строительство комплекса было приостановлено из-за нехватки денег (хотя в 1883 году институт дополнительно получил 25 000 рублей от устройства гуляний с лотереями-аллегри в Летнем саду при условии создания четырёх бесплатных мест для больных Максимилиановской лечебницы). Персонал поселили в деревянных времянках, изначально предназначенных для хранения материала, и 21 мая 1885 года институт был торжественно открыт.
Для увеличения числа мест планировалось построить павильон для хирургического и терапевтического отделений на 20 мест. План одно-двухэтажного павильона с изоляторами и особой комнатой для беспокойных больных был представлен строительной комиссии 17 января 1885 года, здание было построено неподалёку от кухонного павильона в 1886 году и окончательно отделано только в 1890 году, причём в итоге павильон стали использовать по просьбам слушателей института для лечения глазных и гинекологических болезней. Крытая тёплая галерея, соединяющая павильон и с кухней, и с главным зданием, была построена за счёт пожертвованных Н. И. Жуковской 10 000 рублей. Заканчивал строительство павильона и галереи помощник Гёдике, П. И. Балинский, приём новых помещений состоялся 3 февраля 1895 года.
П. Балинский составил проект двухэтажного каменного павильона-приюта в честь Жуковской; 9 октября 1892 года проект был представлен, для строительства павильона и соединительной галереи выбрали место слева от кухни. Операционный павильон к северо-востоку от приюта П. Балинский построил по собственному проекту в 1893 году. Операционный зал здания был оснащён большим окном и световым фонарём, на ярусах его хоров могло находиться до 60 зрителей-слушателей института. Оба здания с простыми фасадами были достроены в 1895 году.
В рамках дальнейшего расширения института необходимо было построить анатомический театр, физиологический кабинет, лаборатории, инфекционный изолятор, павильоны для гидротерапии, электротерапии, массажа, гимнастики и дополнительную амбулаторию, жильё для служащих и сиделок, помещения для сестёр милосердия и квартиры для администрации.
В апреле 1896 года была создана новая строительная комиссия, которая вместе с П. Балинским запланировала трёхэтажное здание амбулатории, деревянный изолятор и анатомо-патологическое здание; строительство последнего было отложено.
Для сестёр милосердия пристроили третий этаж над кухонным флигелем. Вид амбулатории перекликался с главным корпусом — здание тоже симметрично, крупно рустовано, с овальными окнами (и наличниками в виде кокошников).
Денег на строительство изначально опять оказалось недостаточно, а грунт оказался ненадёжен, так как раньше вокруг плаца существовал со временем засыпанный канал. Дополнительные деньги выделило Министерство народного просвещения. Средства при строительстве экономились без ущерба прочности зданий, но с «жертвой некоторой красоты и роскоши». Строительство было организовано рационально: был построен деревянный барак для рабочих и сарай для материалов, досками этих времянок потом подшили потолки строившихся каменных зданий. Кирпич поставляли заводы Ренненкамфа и Витовского, была закуплена дешёвая путиловская плита, известь и песок.
Занятия по бактериологии, оперативной хирургии, опыты на животных и патологоанатомические исследования проводились в двух деревянных двадцатилетних бараках, изначально предназначенных для временного жилья, поэтому в марте 1902 года вновь встал вопрос о постройке анатомо-патологического здания. Первый проект предоставил П. Балинский, и его техническо-строительный комитет категорически отверг (в частности, объём парадной лестницы занимал почти треть здания). К реализации приняли проект О. Паульсона, утверждённый 3 мая 1903 года, он же спланировал часовню. Строительство шло с 11 июня 1904 года по апрель 1906 года.
В 1905 году на Металлическом заводе Джорджа Вилькенса изготовили ограду и ворота комплекса.
После 1917 года первый павильон был надстроен на этаж. Церковь была закрыта в 1919 году, её купол снесли в начале 1930-х, до 1998 года помещение занимала библиотека института. Храм был отремонтирован и 12 июня 1999 года повторно освящён.
В саду комплекса установлены бюсты Великой княгини Елены Павловны и Эдуарда Эдуардовича Эйхвальда (скульптор А. В. Дегтярев).

## Галерея

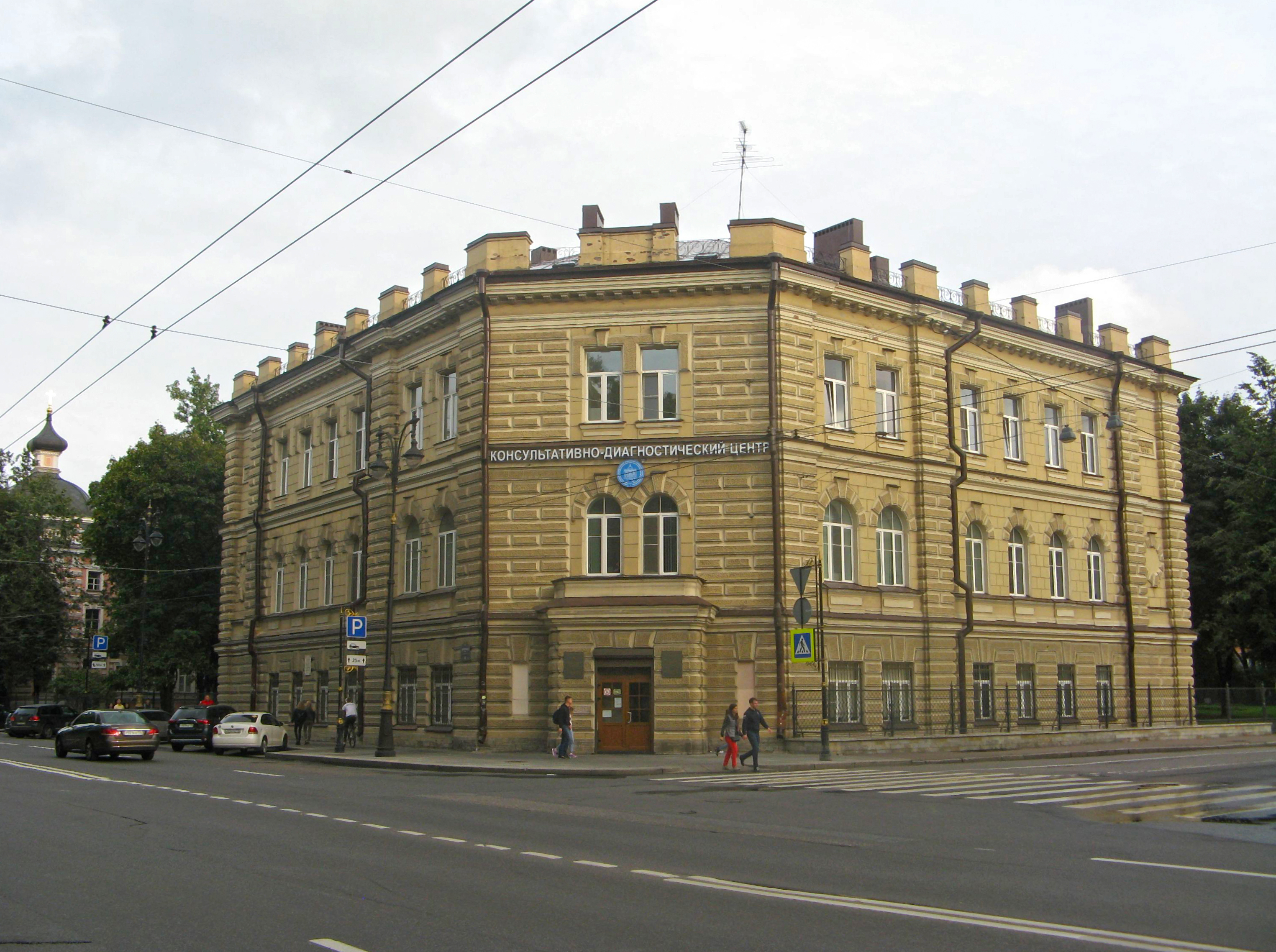
Амбулаторный корпус
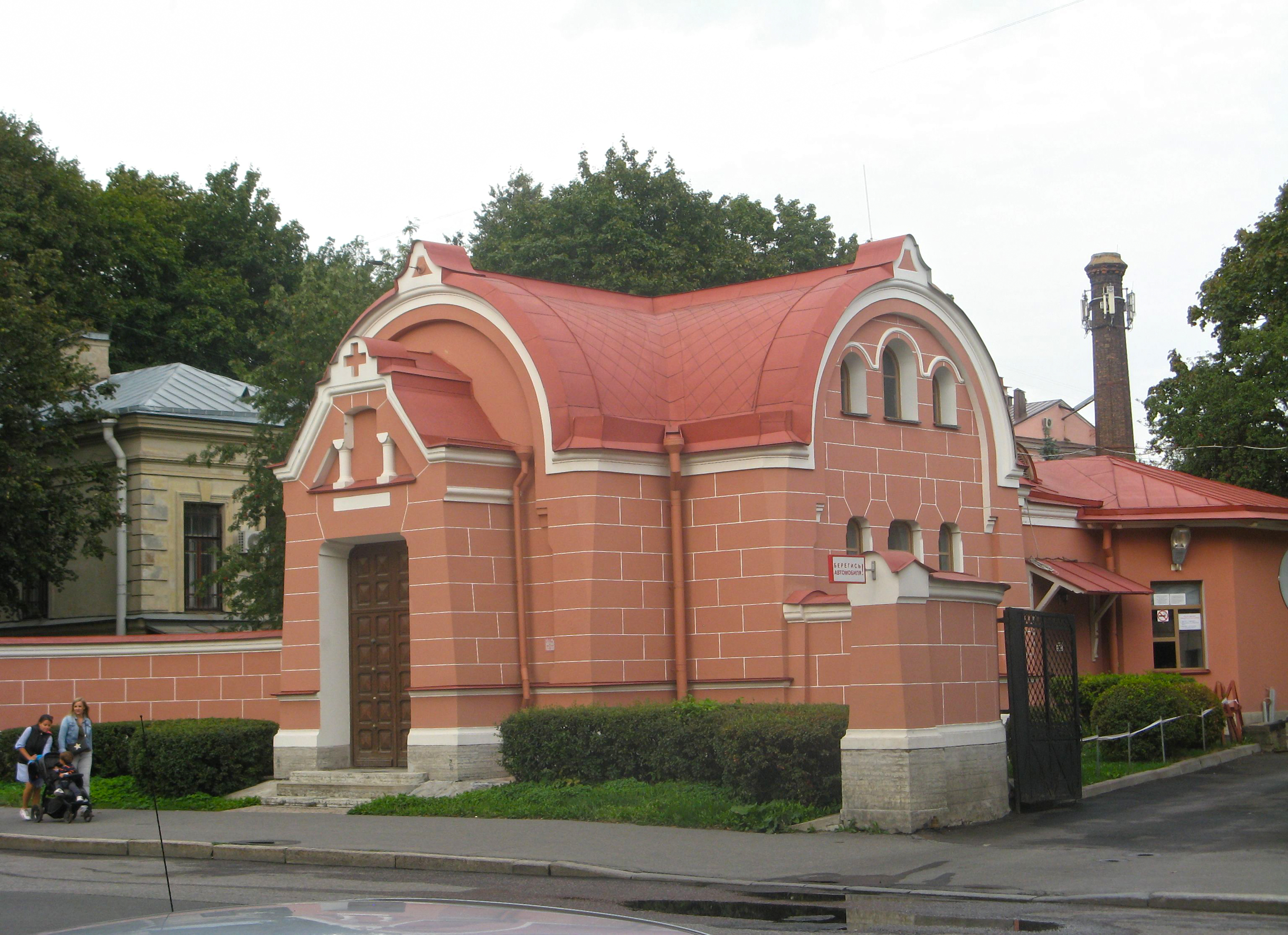
Часовня
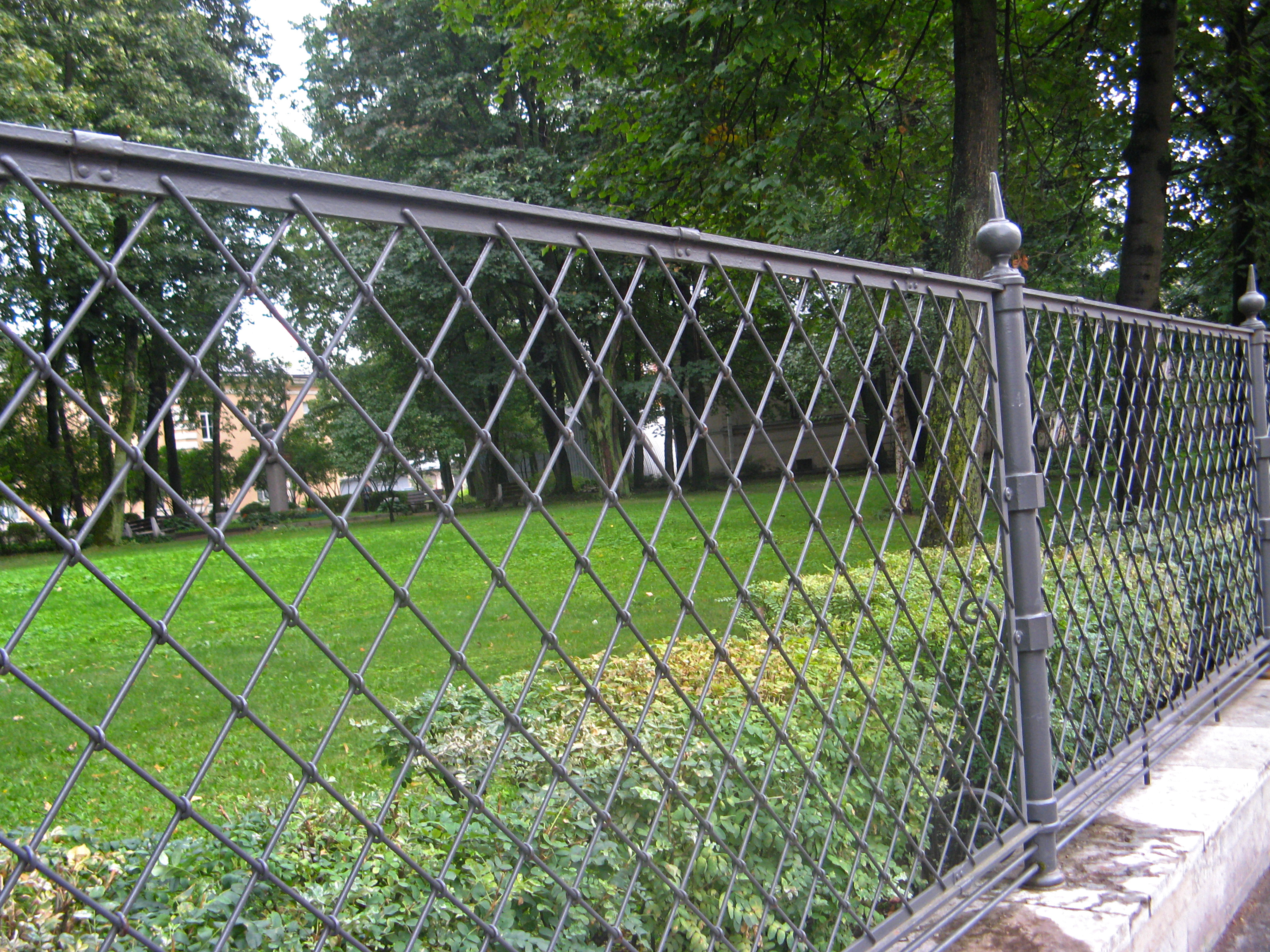
Ограда